# Богачёва, Ирина (легкоатлетка)
Ирина Богачёва (30 мая 1961) — советская и киргизская легкоатлетка, Заслуженный мастер спорта Кыргызской Республики. Участвовала в женском марафоне на трёх Олимпиадах: 1996, 2000 и 2004. Лучшее время — 2:26.27 на Бостонском марафоне в 2000 году.
Ирина Богачёва бегала марафоны стабильно быстро и много. Она обладательница рекордного количества марафонов быстрее 2:35 (35), 2:40 (59) и 2:50 (70) среди женщин.
В 1999 выиграла Лос-Анджелесский марафон с результатом 2:30.32.
В 2003 выиграла марафон в Сан-Диего с результатом 2:29.52.